# Lettre de Sibérie
Lettre de Sibérie (t.l. Lettera dalla Siberia) è un film documentario del 1957 diretto da Chris Marker.